# Ukraina Karpacka

Mapa Ukrainy Karpackiej

Ukraina Karpacka – jeden z autonomicznych krajów Republiki Czesko-Słowackiej, pozostający w jej składzie od 8 sierpnia 1938 r. do 14 marca 1939 r.
Ukraina Karpacka obejmowała tereny Rusi Zakarpackiej, jej stolicą początkowo był Użhorod. 2 listopada 1938 r. Węgry anektowały pas terytorium Rusi przylegający do dotychczasowej granicy węgierskiej, z największymi miastami kraju – Użhorodem i Mukaczewem. Stolicą kraju stało się miasto Chust. Ukraina Karpacka była obiektem stałej węgierskiej irredenty i krótko po ogłoszeniu niepodległości (jako Karpato-Ukraina) została w całości anektowana przez Węgry.

## Premierzy Ukrainy Karpackiej
- Andrij Brodij – październik 1938 r.
- Augustyn Wołoszyn – październik 1938 r. – marzec 1939 r.